# Speciallärare
Speciallärare kallas i Sverige en lärare som arbetar specialpedagogiskt med elever i förskoleklass, grundskolan, gymnasieskolor eller vuxenutbildning som är i behov av särskilt stöd. Skolan tar hjälp av specialläraren när en elev är i särskilda svårigheter gällande inlärningen i framförallt språk-, skriv-, läs- eller matematikutveckling. Till skillnad från specialpedagogen riktar speciallärare in sig på det direkta arbetet med eleverna. Specialläraren gör åtgärdsprogram tillsammans med eleven, föräldrar och lärare. Specialläraren kan också göra en kartläggning på barnen och göra undervisningsprogram för elever eller grupper. Specialläraren undervisar själv elever i behov av särskilt stöd enskilt eller i grupp. Speciallärarutbildningen togs bort från högskolorna i början av 1990-talet, men startades igen under våren 2008. Speciallärarutbildningen som är en påbyggnadsutbildning på den vanliga lärarutbildningen omfattar 90 högskolepoäng. Som speciallärare har man inriktning på antingen grav språkstörning, språk,-skriv- och lärutveckling, utvecklingsstörning eller matematik. På vissa lärosäten ges även inriktningarna synskada och hörselskada eller dövhet.